# توماس غريفين (فلاح)
توماس غريفين (بالإنجليزية: Thomas Griffin)‏ هو فلاح أمريكي، ولد في 1889، وتوفي في 29 سبتمبر 1915 في كارولاينا الجنوبية في الولايات المتحدة بسبب صعق كهربائي.